# SummerSlam (2010)
SummerSlam 2010 foi a 23ª edição do evento anual do pay-per-view SummerSlam, produzido pela WWE. Aconteceu no dia 15 de agosto de 2010 no Staples Center em Los Angeles, Califórnia. De acordo com a distribuidora de videogames THQ, os detalhes do próximo lançamento de sua série WWE SmackDown vs. Raw, o WWE SmackDown vs. Raw 2011, também seriam revelados durante o evento.

## Antes do evento
No dia 19 de julho a WWE anunciou que na edição da Raw do mesmo dia iria ocorrer uma Triple threat match entre Randy Orton, Chris Jericho e Edge e que o vencedor se tornaria o adversário de Sheamus pelo WWE Championship no SummerSlam. Randy Orton venceu e garantiu o direito. John Cena foi convidado pelos membros The Nexus a aderir a sua facção ou arcar com as consequências de uma eventual negativa, Cena recusou e os desafiou para uma luta contra sua equipe, formada por Edge, John Morrison, R-Truth, The Great Khali, Chris Jericho e o Hall of Fame Bret Hart.
Na edição da SmackDown do dia 23 de julho Rey Mysterio derrotou Jack Swagger para se tornar o desafiante de Kane pelo World Heavyweight Championship.
Na edição da Raw do dia 26 de julho o "anônimo" general-manager avisou que a estipulação da luta entre o time da WWE e Nexus passaria para uma 7-on-7 Elimination Tag team match. Na edição de 2 de agosto Edge deixou a equipe da WWE por discordâncias principalmente com Cena. Já Cris Jericho desafiou John Cena para um Loser leaves Team Raw match, Cena venceu e Jericho saiu da equipe.
Na SmackDown do dia 6 de agosto foi anunciado que The Big Show enfrentaria The Straight Edge Society (CM Punk, Joey Mercury e Luke Gallows) em um 3-on-1 Handicap match. Na edição da Raw de 9 de agosto foi anunciado que a campeã das Divas Alicia Fox defenderia o seu título contra Melina, os membros do Nexus atacaram durante o programa Mark Henry e The Great Khali causando lesões em ambos e fazendo com que Khali não pudesse lutar no SummerSlam. O general-manager "anônimo" da Raw havia marcado no evento principal Cena e Hart contra Jericho e Edge e estipulou que os Nexus seriam os "lenhadores", porém os membros do Nexus atacaram Jericho, Edge, Cena e Hart. Com a ajuda de Morrison e R-Truth a equipe da WWE conseguiu se livrar do ataque, como resposta a ação do Nexus Jericho e Edge decidiram retornar a equipe da WWE. Na edição da SmackDown do dia 13 de agosto foi confirmado que Dolph Ziggler defenderia o WWE Intercontinental Championship contra Kofi Kingston.

## Evento
Na primeira luta do SummerSlam Dolph Ziggler contra Kofi Kingston acabou sem vencedor, quando os membros do The Nexus interferiram no combate atacando os dois lutadores, com o resultado Zigler manteve o WWE Intercontinental Championship. Melina derrotou Alicia Fox para vencer o WWE Divas Championship, Melina fez o pin após um "Facebuster", após o combate Michelle McCool e Layla atacaram Melina e "roubaram" o título. The Big Show derrotou CM Punk, Joey Mercury e Luke Gallows, Show fez o pin após aplicar um "Chokeslam" em Mercury e outro em Gallows. The Miz fez uma promo dizendo o quanto era excepcional e era o futuro da WWE, que ele havia adora os apelos de Cena para que ele se juntasse ao seu time e que a resposta para o convite de Cena era sim. Randy Orton derrotou Sheamus por desqualificação, Sheamus foi desqualificado ao empurrar o árbitro que tentava o impedir de usar uma cadeira contra Orton. Com o resultado Sheamus manteve o WWE Championship. Kane derrotou Rey Mysterio para manter o World Heavyweight Championship, Kane fez o pin após um "Chokeslam". Após a luta Kane aplicou mais dois "Chokeslams" em um "Tombstone em Mysterio, quando iria o colocar no caixão que havia trazido para perto do ringue antes da luta, The Undertaker saiu de dentro do caixão e perseguiu Mysterio, porém este disse a Undertaker que se queria se vingar de quem tinha o acatado deveria ir atrás de Kane. Undertaker e Kane se enfrentaram no ringue e Kane levou a melhor aplicando um "Tombstone", com Kane sobre Undertaker caido as chamas em torno do ringue se acenderam. Antes de começar o evento principal The Miz se dirigiu ao ringue para se juntar a equipe da WWE, porém John Cena disse que era tarde demais que a equipe não poderia esperar por ele e que o sétimo membro era alguém que odiava tanto The Miz quanto aos membros de Nexus, então se dirigiu ao ringue Daniel Bryan. No evento principal Team WWE formado por John Cena, John Morrison, R-Truth, Bret Hart, Edge, Chris Jericho e Daniel Bryan derrotou The Nexus, os dois últimos no ringue foram Cena e Wade Barrett, Cena deu a vitória a equipe da WWE ao aplicar um STFU em Barrett.

## Resultados
| Nº                                          | Resultados | Estipulações | Tempo |
| ------------------------------------------- | --- | --- | ----- |
| Dark                                        | Evan Bourne derrotou Zack Ryder | Luta individual | N/A   |
| 1                                           | Dolph Ziggler (c) (com Vickie Guerrero) vs. Kofi Kingston acabou sem vencedor | Luta individual pelo WWE Intercontinental Championship                                                                            | 7:05  |
| 2                                           | Melina derrotou Alicia Fox (c) | Luta individual pelo WWE Divas Championship                                                                                       | 5:20  |
| 3                                           | Big Show derrotou The Straight Edge Society (CM Punk, Joey Mercury e Luke Gallows) (com Serena) | Luta 3-contra-1 | 6:45  |
| 4                                           | Randy Orton derrotou Sheamus (c) por desqualificação | Luta individual pelo WWE Championship; se alguém interferisse na luta, seria suspenso. Se Orton perdesse, não teria uma revanche. | 18:55 |
| 5                                           | Kane (c) derrotou Rey Mysterio | Luta individual pelo World Heavyweight Championship                                                                               | 13:31 |
| 6                                           | Time WWE (John Cena, John Morrison, Chris Jericho, R-Truth, Bret Hart, Edge e Daniel Bryan) derrotou The Nexus (Wade Barrett, Darren Young, David Otunga, Justin Gabriel, Michael Tarver, Skip Sheffield e Heath Slater) | Luta de eliminação de septetos | 35:18 |
| (c) – Refere-se aos campeões antes da luta. | | |       |

### Eliminações da 7-on-7 Elimination Tag Team Match
| #  | Lutador eliminado | Time     | Eliminado por:  | Modo de eliminação                                                      |
| -- | ----------------- | -------- | --------------- | ----------------------------------------------------------------------- |
| 1  | Darren Young      | Nexus    | Daniel Bryan    | Submissão (Lebell Lock)                                                 |
| 2  | Michael Tarver    | Nexus    | John Morrisom   | Pinfall (Starship Pain)                                                 |
| 3  | John Morrison     | Team WWE | Skip Sheffield  | Pinfall (Clothesline)                                                   |
| 4  | R-Truth           | Team WWE | Skip Sheffield  | Pinfall (Clothesline)                                                   |
| 5  | Bret Hart         | Team WWE | Desqualificação | Desqualificação (Bateu em Skip Sheffield com uma cadeira)               |
| 6  | Skip Sheffield    | Nexus    | Edge            | Pinfall (Spear)                                                         |
| 7  | David Otunga      | Nexus    | Chris Jericho   | Submissão (Walls of Jericho)                                            |
| 8  | Chris Jericho     | Team WWE | Heath Slater    | Pinfall (E-minor)                                                       |
| 9  | Edge              | Team WWE | Heath Slater    | Pinfall (Roll-up)                                                       |
| 10 | Heath Slater      | Nexus    | Daniel Bryan    | Submissão (Lebell Lock)                                                 |
| 11 | Daniel Bryan      | Team WWE | Wade Barrett    | Pinfall (Maletada de The Miz em Bryan quando o juiz não estava olhando) |
| 12 | Justin Gabriel    | Nexus    | John Cena       | Pinfall (Gabriel errou o 450º Splash)                                   |
| 13 | Wade Barret       | Nexus    | John Cena       | Submissão (STF)                                                         |